# Sanjō Sanetomi
Sanjō Sanetomi est un nom japonais traditionnel ; le nom de famille (ou le nom d'école), Sanjō, précède donc le prénom (ou le nom d'artiste) Sanetomi.
Sanetomi Sanjō, 1er duc Sanjō (実美 三条) (13 mars 1837 - 28 février 1891) est un homme politique japonais.

## Biographie
Né à Kyoto, Sanjō est le fils du naidaijin Sanjō Sanetsumu. Il occupa plusieurs postes importants au sein du gouvernement et devint une figure centrale de l'anti-occidentalisation, et du mouvement du Sonnō jōi (« révérez l'empereur, expulsez les barbares ») contre le shogunat Tokugawa.
Lors du coup d'État du 30 septembre 1863 (« coup de Bunkyū ») qui porta les modérés d'Aizu et de Satsuma au pouvoir, il se réfugia à Chōshū. Il retourna à Kyoto après la démission du shogun Yoshinobu Tokugawa.
Les premières structures (Sanshoku) du gouvernement de Meiji furent établies le 3 janvier 1868 : le Sōsai (président), le Gijō (gouvernement) et le San'yo (chambre des conseillers). Ces structures furent toutes abolies le 11 juin 1868 avec l'établissement du Grand Conseil d'État (太政官, Dajōkan). Dans ce nouveau gouvernement, Sanjō fut tour à tour président du Gijo, ministre de Droite (右大臣) (11 juin 1868 - 15 août 1871), et Chancelier du Royaume (Daijō-daijin) (15 août 1871 - 22 décembre 1885.
Sanjō reçu le Grand Cordon de l'ordre suprême du Chrysanthème en 1882. Le 7 juillet 1884, il devient duc (koshaku) selon le système de pairie) japonais (kazoku).
Sanjō travailla dans le gouvernement jusqu'à l'abolition du Dajōkan en 1885. Après que la structure du Cabinet fut établie, il devint le Lord Gardien du sceau privé du Japon.
En 1889, lorsque le premier ministre Kiyotaka Kuroda et les membres de son cabinet démissionnèrent, l'empereur Meiji accepta ces démissions et plaça Sanjō à la tête du gouvernement. L'empereur refusa de nommer un nouveau premier ministre pendant deux mois, faisant de Sanjō le seul premier ministre de l'histoire du Japon (par intérim) qui fut en même temps le Lord Gardien du sceau privé du Japon.
En 1890, il devint membre de la chambre des pairs dans la diète du Japon. À sa mort en 1891, il reçut des obsèques nationales. Sa tombe se trouve au Gokoku-ji dans l'arrondissement de Bunkyō à Tokyo.

## Distinctions

### Décorations japonaises
- Grand cordon de l'ordre suprême du Chrysanthème (11 avril 1882)
- Grand cordon de l'ordre du Soleil levant (29 décembre 1876)